# アポロンの迷宮
浪漫歌劇『アポロンの迷宮』（アポロンのめいきゅう）は宝塚歌劇団のミュージカル作品。17場。
作・演出は小池修一郎。星組公演。
併演作品は『ジーザス・ディアマンテ〜夢の王の夢〜』。

## 公演期間と公演場所
- 1990年11月2日 - 12月16日[2]（新人公演：11月27日[3]）　宝塚大劇場
- 1991年3月4日 - 3月30日[4]（新人公演：3月12日[5]）　東京宝塚劇場

## スタッフ
※氏名の後ろに「宝塚」、「東京」の文字がなければ両公演共通
- 作曲・編曲：吉崎憲治
- 編曲：橋本和明
- 音楽指揮：岡田良機（宝塚）、清川知己（東京）
- 振付：尚すみれ、前田清実
- 擬闘：大田雅也
- 装置：大橋泰弘
- 衣装：任田幾英
- 照明：勝柴次朗
- 小道具：榎本満春
- 効果：川ノ上智洋
- 音響監督：松永浩志
- 演出助手：木村信司、中村一徳
- 舞台進行：渡辺勝彦
- 製作担当：長谷山太刀夫（東京）
- 制作：小林公一

## 主な配役
本公演
- ジャン=ポール・バラン - 日向薫
- マルセル・ド・モンテスキュー侯爵 - 紫苑ゆう
- ジュヌヴィエーヴ王女 - 毬藻えり
- ミシェル・マレー - 麻路さき
- イヴェット・ルノー - 洲悠花
- テレーズ・ロラン - 花愛望都
- シャルリュス公爵 - 一樹千尋
- 公爵夫人 - 出雲綾
- 女官コンスタンツァ - 藤京子
- 侍従フルニカ - 鞠村奈緒
- リサ - 万理沙ひとみ
- フェルナンド警部 - 千秋慎
- セルジュ - 稔幸
- ジル - 絵麻緒ゆう
- 警視総監 - 泉つかさ
- アンヌ・ルノー - 葉山三千子
- ジョルジュ - 夏美よう
- ジャック - 千珠晄
- ルネ - 英真なおき

新人公演（宝塚）
- ジャン=ポール・バラン - 稔幸
- マルセル・ド・モンテスキュー - 絵麻緒ゆう
- ジェヌヴィエーヴ王女 - 万理沙ひとみ
- ミシェル・マレー - 神田智
- イヴェット - 乙原愛
- テレーズ - 羽衣蘭
- アンヌ - 珠木奈緒
- シャルリュス公爵 - 真中ひかる
- 公爵夫人 - 九重はるか
- コンスタンツァ - 万里柚美
- 侍従フルニカ - 京極彩之

新人公演（東京）
- ジャン=ポール・バラン - 稔幸
- マルセル・ド・モンテスキュー伯爵 - 絵麻緒ゆう
- ジェヌヴィエーヴ - 万理沙ひとみ
- ミシェル - 神田智
- イヴェット・ルノー - 乙原愛

## 主な楽曲
- 夢泥棒・恋泥棒
- 人生に乾杯！
- パリ・コミューン
- ベル・エポック
- ボン・ソワール
- ダフネの微笑

曲
- ロアール城の殺陣
- 女王の幻想